# Georg Ulrich Handke

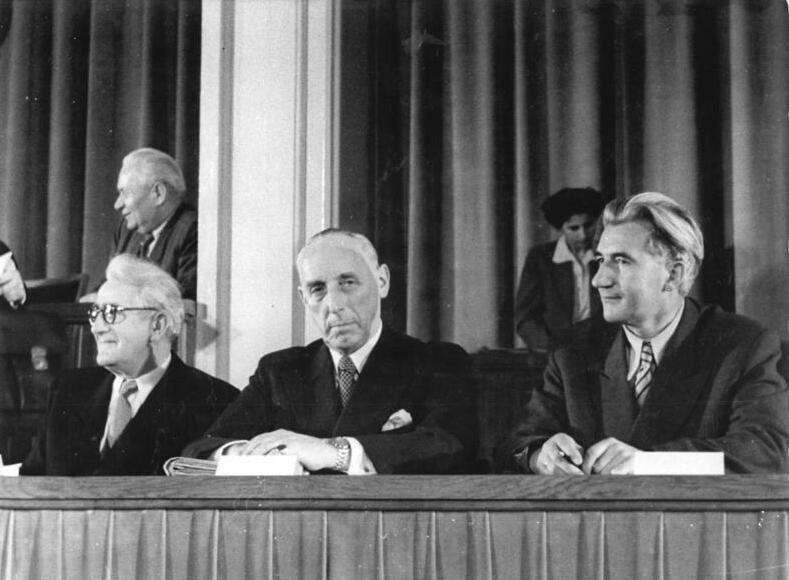
Georg Handke (links) neben Hans Reingruber (Mitte) und Paul Wandel (rechts), November 1950

Georg Ulrich Handke (auch Georg Handke; * 22. April 1894 in Hanau; † 7. September 1962 in Berlin) war Minister für Innerdeutschen Handel und Außenhandel der DDR.

## Leben
Handke, Sohn eines Schlossers, besuchte bis 1909 die Volks- und Mittelschule.
Er absolvierte von 1909 bis 1911 eine Ausbildung zum Industrie- und Bankkaufmann sowie die Höhere Handelsschule, danach arbeitete er von 1913 bis 1915 als Buchhalter. Von 1915 bis 1918 leistete er Militärdienst und war Soldat im Ersten Weltkrieg.
Er war 1911 bis 1918 Mitglied der Sozialistischen Arbeiterjugend, trat 1917 der USPD, Ende 1918 dem Spartakusbund und 1919 der KPD bei. Ab 1919 war er Chefredakteur der Arbeiterzeitung und KPD-Stadtverordneter von Hanau. Während der parteiinternen Auseinandersetzungen 1921 um die Märzaktion schloss er sich zeitweilig der KAG an, kehrte aber in die KPD zurück und war ab 1923 Vorstandsmitglied der Konsumgenossenschaft in Hanau, später in Frankfurt am Main. Von 1930 bis 1933 war er Leiter der Abteilung Genossenschaften beim Zentralkomitee der KPD, danach Mitglied der illegalen Inlandsleitung. Er nahm an der am 7. Februar 1933 stattfindenden illegalen Tagung des Zentralkomitees der KPD im Sporthaus Ziegenhals bei Berlin teil.
Handke wurde am 21. September 1934 verhaftet, 1935 vom Volksgerichtshof zu fünfzehn Jahren Zuchthaus verurteilt und saß bis 1945 in den Zuchthäusern Ziegenhain, Rockenberg, Butzbach, Kassel-Wehlheiden und Zwickau, davon über sieben Jahre in Einzelhaft.
1945 wurde er von der US-Armee befreit und als Bürgermeister von Zwickau eingesetzt. Er war zeitweilig Regierungspräsident des Regierungsbezirkes Zwickau und von Juli 1945 bis 1948 Vizepräsident bzw. Präsident der Deutschen Zentralverwaltung für Handel und Versorgung.

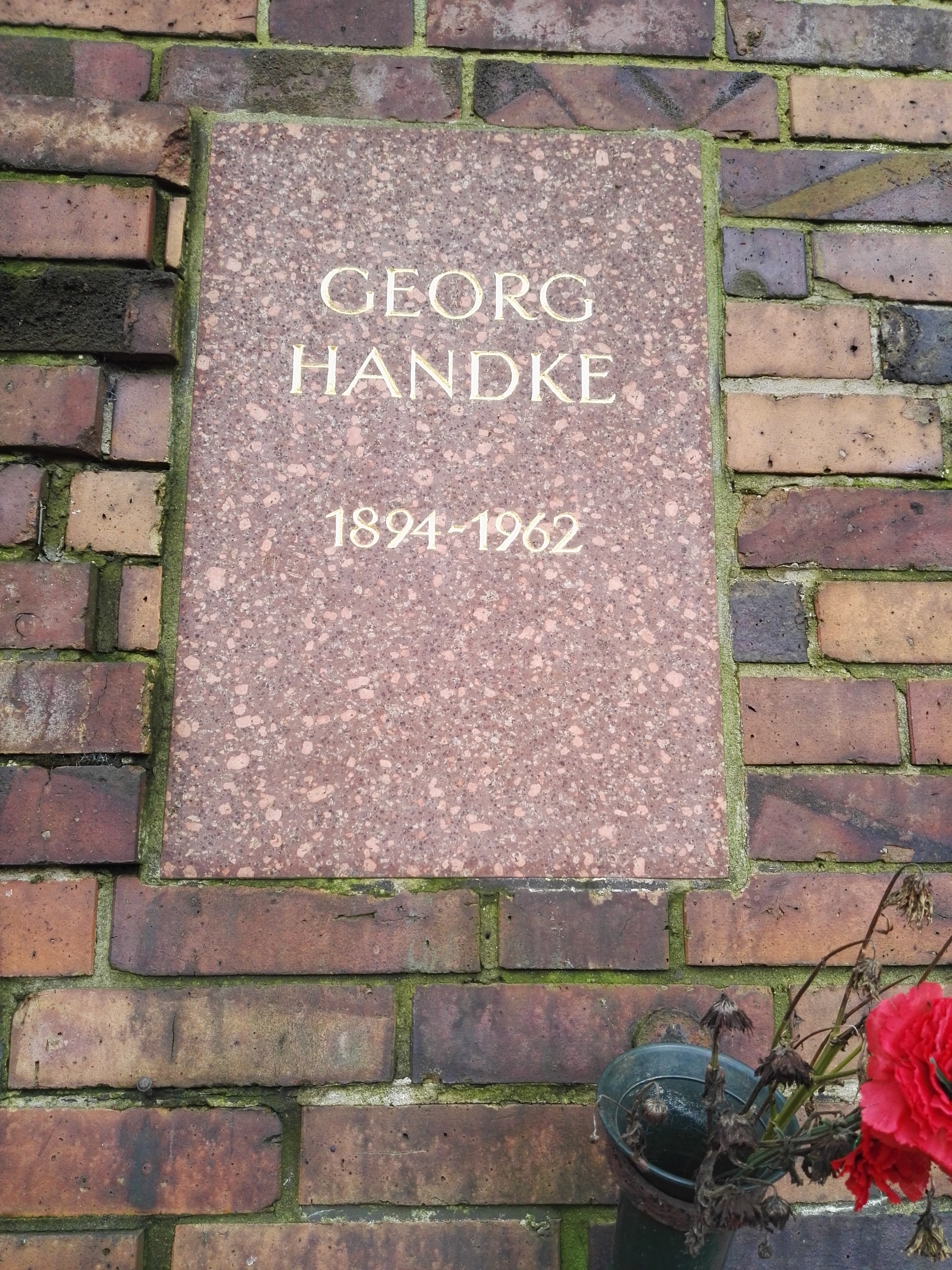
Grabstätte

1947 heiratete er Emmi Thoma, die 1934 gemeinsam mit ihm verhaftet worden war. Von 1948 bis 1949 war Handke stellvertretender Vorsitzender der Deutschen Wirtschaftskommission und von 1949 bis 1952 Präsident des Verbandes Deutscher Konsumgenossenschaften. Von 1949 bis 1952 war Handke Minister für innerdeutschen Handel, Außenhandel und Materialversorgung bzw. für innerdeutschen und Außenhandel, 1952 bis 1953 Botschafter in Rumänien und danach bis 1959 Staatssekretär und erster Stellvertreter des Ministers für Auswärtige Angelegenheiten sowie Mitglied der außenpolitischen Kommission des Zentralkomitees der SED.
Von 1954 bis 1958 war Handke Mitglied der Zentralen Revisionskommission der SED, von 1958 bis 1962 Mitglied des Zentralkomitees der SED sowie in Nachfolge von Friedrich Ebert junior Vorsitzender der Gesellschaft für Deutsch-Sowjetische Freundschaft.

## Auszeichnungen und Ehrungen
- Handke wurde 1954 mit dem Vaterländischen Verdienstorden in Silber, 1959 mit dem Karl-Marx-Orden und 1960 mit dem Banner der Arbeit ausgezeichnet.
- Seine Urne wurde in der Gedenkstätte der Sozialisten auf dem Zentralfriedhof Friedrichsfelde in Berlin-Lichtenberg beigesetzt.
- Die Deutsche Post der DDR gab 1974 in der Serie Persönlichkeiten der deutschen Arbeiterbewegung eine Sondermarke anlässlich des 80. Geburtstages von Handke heraus.
- Von 1976 bis 1993 trug die Saarstraße in Zwickau den Namen Georg-Handke-Straße.[2][3]